# 易卜拉欣·拉苏尔
易卜拉欣·拉苏尔（英語：Ebrahim Rasool，1962年7月15日—）是南非政治人物及外交官，曾于2010年至2015年以及2025年担任南非驻美国大使，2009年至2010年担任国民议会议员，并于2004年至2008年担任西开普省第五任省长。他是南非非洲人国民大会的成员，并在该党担任过多种领导职务。
2025年3月14日，拉苏尔在担任驻美国大使期间因批评特朗普政府，被美国国务卿马可·卢比奥宣布为不受欢迎的人，随后将其驱逐出境。

## 早年生活和教育
易卜拉欣·拉苏尔于1962年7月15日出生在开普敦的第六区一个穆斯林家庭，其家族拥有英格兰、爪哇、荷兰和印度血统。在种族隔离制度下，他被归类为“有色人”。在他九岁时，政府将他所居住的地区划为“白人专居区”，导致他和家人被强行驱逐，随后他们迁居至开普平原曼嫩贝格附近的普里莫斯公园。
拉苏尔于1980年在克莱蒙特的利文斯通高中毕业。之后他进入开普敦大学学习，并于1983年获得文学学士学位，随后于1984年获得高等教育文凭。在此期间，他积极参与学生政治。1985年，他开始在斯派恩路高中任教。

## 政治生涯
他很快便投身于反对种族隔离的运动，曾在联合民主阵线和非洲人国民大会中担任高级职务，他曾多次入狱或遭软禁。1991年至1994年间，他担任西开普大学校长助理，同时还担任非洲人国民大会省级组织的财务主管。
在南非举行首次民主选举后，拉苏尔当选为西开普省议会议员。他在1994年至1998年期间担任卫生与社会服务事务省级执行委员会委员。1998年，他当选非国大省级主席。2001年，他获任命为财政与经济发展事务省级执行委员，并一直担任该职务至2004年4月被任命为西开普省第五任省长。随后姆塞比西·斯夸查接替他担任省级主席。
在帮派头目昆顿·马里努斯（又名“老大”（Mr Big））被捕之后，拉苏尔和当时的西开普省社区安全事务省级部长伦纳德·拉马特拉卡尼开始收到据称来自华人三合会的死亡威胁。这促使拉马特拉卡尼用347,716兰特的公款为自己住宅加装安全防护设施，引发了公众的广泛争议。
2008年7月14日，非国大全国执行委员会罢免了拉苏尔的西开普省省长职务，原因是非国大领导层不满他偏袒西开普省的穆斯林和开普有色人种，经济发展与旅游事务省级执行委员林恩·布朗被指派接任其职。
此后拉苏尔短暂担任南非总统塔博·姆贝基的特别顾问，随后于2009年4月当选为国民议会议员。2010年7月，雅各布·祖马总统任命他为南非驻美国大使，他于2015年2月返回南非。
2018年4月，非国大全国选举事务负责人菲基莱·姆巴卢拉宣布拉苏尔将担任该党2019年大选的西开普省选举负责人，此举被视为拉苏尔重返非国大西开普省主席职位竞选的一部分。尽管拉苏尔当选为西开普省议会议员，但他向新任议长递交了辞呈。
拉苏尔在非国大2024年大选全国名单中排名第75位，但由于该党在此次选举中支持率下滑，他未能重返国民议会。

## 被驱逐出美国
2025年3月14日，美国国务卿马可·鲁比奥宣布将拉苏尔列为“不受欢迎人物”，并指责他为一名“挑动种族矛盾的政治人物”。此前拉苏尔在一家南非智库演說时，批评美国总统唐纳德·特朗普。这一驱逐决定发生在特朗普批评南非征地法案的大背景下，特朗普称该法案对南非白人、特别是阿非利卡人不公平。
这一驱逐决定在南非引发了不同反应。南非总统西里尔·拉马福萨办公室在一份声明中称该决定“令人遗憾”，但“仍致力于与华盛顿建立互惠互利的关系”。然而南非工会大会对拉苏尔表示赞扬，并承诺在他归国时将给予英雄般的欢迎。人民大会党则呼吁南非驱逐美国驻南非代办戴维·格林以示回应。该党还指出，南非对以色列提起的种族灭绝案可能是促使特朗普政府做出此决定的影响因素。政治评论员萨努沙·奈杜表示：“我们第一次看到南非正面对一个非理性的白宫及其领导层。”
拉苏尔随后在接受BBC采访时表示，他认为特朗普政府中的种族主义“是显而易见的”，他批评该政府的移民政策以及针对参与亲巴勒斯坦抗议的外国学生的打压行为。特朗普政府否认有关种族主义的指控，而鲁比奥则为撤销这些学生签证辩护，称他们参与了破坏校园秩序的活动。

## 争议
在2010年拉苏尔赴任南非驻美国大使之前，他因涉嫌向主流报纸買新聞而被調查然而由于关键证人拒绝配合，致使调查陷入停滞。

## 个人生活
拉苏尔与罗西达·沙博迪恩结婚，育有两子。